# Élections départementales de 2021 en Guadeloupe
Les élections départementales en Guadeloupe ont lieu les 20 et 27 juin 2021.

## Contexte départemental

### Assemblée départementale sortante
Avant les élections, le conseil départemental de la Guadeloupe est présidé par Josette Borel-Lincertin (FGPS). 
Il comprend 42 conseillers départementaux issus des 21 cantons de la Guadeloupe. 
| Président du conseil départemental             |       |       |      |                          |
| Josette Borel-Lincertin (FGPS)                 |       |       |      |                          |
| Parti                                          | Sigle | Sigle | Élus | Groupes                  |
| Majorité (26 sièges)                           |       |       |      |                          |
| Fédération guadeloupéenne du Parti socialiste  |       | FGPS  | 15   | Socialiste et apparentés |
| Parti progressiste démocratique guadeloupéen   |       | PPDG  | 5    | Socialiste et apparentés |
| Divers gauche                                  |       | DVG   | 4    | Socialiste et apparentés |
| Force de rassemblement abymien pour le progrès |       | FRAPP | 2    | Socialiste et apparentés |
| Opposition (16 sièges)                         |       |       |      |                          |
| Guadeloupe unie, solidaire et responsable      |       | GUSR  | 12   | Guadeloupe unie          |
| Les Républicains                               |       | LR    | 2    | Union de la droite       |
| Divers droite                                  |       | DVD   | 2    | Union de la droite       |

## Système électoral
Les élections ont lieu au scrutin majoritaire binominal à deux tours. Le système est paritaire : les candidatures sont présentées sous la forme d'un binôme composé d'une femme et d'un homme avec leurs suppléants (une femme et un homme également).
Pour être élu au premier tour, un binôme doit obtenir la majorité absolue des suffrages exprimés et un nombre de suffrages au moins égal à 25 % des électeurs inscrits. Si aucun binôme n'est élu au premier tour, seuls peuvent se présenter au second tour les binômes qui ont obtenu un nombre de suffrages au moins égal à 12,5 % des électeurs inscrits, sans possibilité pour les binômes de fusionner. Est élu au second tour le binôme qui obtient le plus grand nombre de voix.

## Résultats à l'échelle du département

### Résultats par nuances
| Binômes                  | Binômes                             | Binômes                  | Premier tour | Premier tour | Premier tour | Second tour | Second tour   | Second tour | Total | +/-           |  |
| Binômes                  | Binômes                             | Binômes                  | Voix         | %            | Sièges       | Voix        | %             | Sièges      | Total | +/-           |  |
| ------------------------ | ----------------------------------- | ------------------------ | ------------ | ------------ | ------------ | ----------- | ------------- | ----------- | ----- | ------------- |  |
|                          | Divers gauche                       | DVG                      | 35 237       | 40,64        | 4            | 37 591      | 40,36         | 16          | 20    | 2             |  |
|                          | Divers                              | DIV                      | 13 767       | 15,88        | 0            | 14 162      | 15,20         | 4           | 4     | 4             |  |
|                          | Divers centre                       | DVC                      | 12 653       | 14,59        | 2            | 12 830      | 13,77         | 6           | 8     | Nv.           |  |
|                          | Union à gauche                      | UG                       | 7 606        | 8,77         | 0            | 10 469      | 11,24         | 2           | 0     | Nv.           |  |
|                          | Parti socialiste                    | SOC                      | 6 495        | 7,49         | 0            | 8 808       | 9,46          | 4           | 4     | 16            |  |
|                          | Divers droite                       | DVD                      | 3 751        | 4,33         | 0            | 3 106       | 3,33          | 0           | 0     | 2             |  |
|                          | Union au centre et à gauche         | UCG                      | 2 990        | 3,45         | 0            | 2 642       | 2,84          | 2           | 2     | Nv.           |  |
|                          | Union à gauche avec des écologistes | UGE                      | 1 884        | 2,17         | 0            | 2 032       | 2,18          | 2           | 2     | Nv.           |  |
|                          | Union à droite                      | UD                       | 1 346        | 1,55         | 0            | 1 506       | 1,62          | 0           | 0     | 2             |  |
|                          | Extrême gauche                      | EXG                      | 400          | 0,46         | 0            |             |               |             | 0     | en stagnation |  |
|                          | Union d'extrême droite              | UXD                      | 197          | 0,23         | 0            | 0           | en stagnation |             |       |               |  |
|                          | Régionalistes                       | REG                      | 194          | 0,22         | 0            | 0           | Nv.           |             |       |               |  |
|                          | Rassemblement national              | RN                       | 176          | 0,20         | 0            | 0           | en stagnation |             |       |               |  |
|                          |                                     |                          |              |              |              |             |               |             |       |               |  |
| Suffrages exprimés       | Suffrages exprimés                  | Suffrages exprimés       | 86 696       | 89,59        |              | 93 146      | 90,73         |             |       |               |  |
| Votes blancs             | Votes blancs                        | Votes blancs             | 4 381        | 4,53         | 3 416        | 3,33        |               |             |       |               |  |
| Votes nuls               | Votes nuls                          | Votes nuls               | 5 688        | 5,88         | 6 103        | 5,94        |               |             |       |               |  |
| Total                    | Total                               | Total                    | 96 765       | 100          | 6            | 102 665     | 100           | 36          | 40    | en stagnation |  |
| Abstentions              | Abstentions                         | Abstentions              | 219 568      | 69,41        |              | 170 464     | 62,41         |             |       |               |  |
| Inscrits / participation | Inscrits / participation            | Inscrits / participation | 316 333      | 30,59        | 273 129      | 37,59       |               |             |       |               |  |

### Élus par canton
| Canton               | Conseiller Sortant          | Parti | Parti | Conseiller élu                     | Parti | Parti |
| -------------------- | --------------------------- | ----- | ----- | ---------------------------------- | ----- | ----- |
| Les Abymes-1         | Chantal Lerus               |       | DVG   | Francesca Faithful                 |       | DVG   |
| Les Abymes-1         | Rosan Rauzduel              |       | DVG   | Rosan Rauzduel                     |       | DVG   |
| Les Abymes-2         | Éliane Guiougou             |       | FGPS  | Éliane Guiougou                    |       | FGPS  |
| Les Abymes-2         | Fabert Michely              |       | FGPS  | Fabert Michely                     |       | FGPS  |
| Les Abymes-3         | Josette Borel-Lincertin     |       | FGPS  | Marylène Adhel                     |       | GUSR  |
| Les Abymes-3         | Louis Galantine             |       | GUSR  | Louis Galantine                    |       | GUSR  |
| Baie-Mahault-1       | Claudine Chalus             |       | GUSR  | Hélène Polifonte Molia             |       | GUSR  |
| Baie-Mahault-1       | Justin Dessout              |       | GUSR  | Michel Mado                        |       | GUSR  |
| Baie-Mahault-2       | Juliana Gerty Dan           |       | GUSR  | Sabrina Roger                      |       | GUSR  |
| Baie-Mahault-2       | David Nébor                 |       | GUSR  | Guy Losbar                         |       | GUSR  |
| Basse-Terre          | Élie Califer                |       | FGPS  | Élie Califer                       |       | FGPS  |
| Basse-Terre          | Brigitte Rodes              |       | FGPS  | Brigitte Rodes                     |       | FGPS  |
| Capesterre-Belle-Eau | Manuelle Avril              |       | DVG   | Danielle Minatchy                  |       | GUSR  |
| Capesterre-Belle-Eau | Hugues-Philippe Ramdini     |       | FGPS  | Jean-Philippe Courtois             |       | GUSR  |
| Le Gosier            | Jacques Gillot              |       | GUSR  | Patrice Pierre-Justin              |       | DVG   |
| Le Gosier            | France-Lise Montout-Bernis  |       | GUSR  | Catherine Joab                     |       | DVG   |
| Lamentin             | Liliane Maximin-Bajazet     |       | FGPS  | Clara Rigah                        |       | FGPS  |
| Lamentin             | Jocelyn Sapotille           |       | FGPS  | Jocelyn Sapotille                  |       | FGPS  |
| Marie-Galante        | Maryse Etzol                |       | GUSR  | Maryse Etzol                       |       | GUSR  |
| Marie-Galante        | Marthyr Nagau               |       | FGPS  | Jean-Claude Maes                   |       | GUSR  |
| Le Moule             | Daniel Dulac                |       | FGPS  | Daniel Mulac                       |       | FGPS  |
| Le Moule             | Gabrielle Louis-Carabin     |       | DVG   | Gabrielle Louis-Carabin            |       | DVG   |
| Morne-à-l'Eau        | Jean Dartron                |       | GUSR  | Jean Dartron                       |       | GUSR  |
| Morne-à-l'Eau        | Marie-Chantal Saint-Sauveur |       | GUSR  | Nadia Negrit                       |       | GUSR  |
| Petit-Bourg          | Maryse Citronnelle          |       | GUSR  | Jocelyne Unimon                    |       | GUSR  |
| Petit-Bourg          | Rémy Senneville             |       | GUSR  | Ferdy Louisy                       |       | GUSR  |
| Petit-Canal          | Marlène Bernard             |       | PPDG  | Martine Potor-Didier               |       | DVD   |
| Petit-Canal          | Blaise Mornal               |       | FGPS  | Blaise Mornal                      |       | FGPS  |
| Pointe-à-Pitre       | Sandra Enjaric              |       | PPDG  | Tania Galvani                      |       | GUSR  |
| Pointe-à-Pitre       | Marcel Sigiscar             |       | PPDG  | Henry Angélique                    |       | GUSR  |
| Saint-François       | Bernard Hira                |       | LR    | Jean-Luc Périan                    |       | GUSR  |
| Saint-François       | Baptista Robert-Lamponi     |       | LR    | Sabrina Robin                      |       | GUSR  |
| Sainte-Anne          | Aurélien Abaille            |       | PPDG  | Christian Baptiste                 |       | PPDG  |
| Sainte-Anne          | Lydia Faro Couriol          |       | PPDG  | Lydia Faro-Couriol                 |       | PPDG  |
| Sainte-Rose-1        | Camille Élisabeth           |       | GUSR  | Nicole de la Reberdière-Ramillon   |       | GUSR  |
| Sainte-Rose-1        | Jeanny Marc                 |       | GUSR  | Fred Goubin                        |       | GUSR  |
| Sainte-Rose-2        | Claudine Bajazet            |       | DVG   | Isabelle Jomie-Amireille           |       | GUSR  |
| Sainte-Rose-2        | Clodomir Bajazet            |       | DVG   | Adrien Baron                       |       | GUSR  |
| Trois-Rivières       | Jacques Anselme             |       | FGPS  | Jimmy Fausta                       |       | DVD   |
| Trois-Rivières       | Nicole Erdan                |       | FGPS  | Fabienne Thomas                    |       | DVD   |
| Vieux-Habitants      | Aramis Arbau                |       | DVD   | Jules Otto                         |       | FGPS  |
| Vieux-Habitants      | Marie-Lucile Breslau        |       | DVD   | Marie-Yveline Pontchâteau-Théobald |       | FGPS  |

## Résultats par canton

### Canton des Abymes-1
| Candidats                | Candidats                | Partis                   | Nuance                   | Premier tour | Premier tour |
| Candidats                | Candidats                | Partis                   | Nuance                   | Voix         | %            |
| ------------------------ | ------------------------ | ------------------------ | ------------------------ | ------------ | ------------ |
|                          | Francesca Faithful       | DVG                      | DVG                      | 1 463        | 49,11        |
|                          | Rosan Rauzduel           | DVG                      | DVG                      | 1 463        | 49,11        |
|                          | Fred Deshayes            | GUSR                     | DVG                      | 912          | 30,61        |
|                          | Chantal Lérus            | DVG                      | DVG                      | 912          | 30,61        |
|                          | Sandra Manijean          | GUSR                     | DIV                      | 338          | 11,35        |
|                          | Tarius Royer             | GUSR                     | DIV                      | 338          | 11,35        |
|                          | Max Barbeu               | GUSR                     | DIV                      | 266          | 8,93         |
|                          | Odile Zandronis-Morice   | GUSR                     | DIV                      | 266          | 8,93         |
|                          |                          |                          |                          |              |              |
| Suffrages exprimés       | Suffrages exprimés       | Suffrages exprimés       | Suffrages exprimés       | 2 979        | 87,70        |
| Votes blancs             | Votes blancs             | Votes blancs             | Votes blancs             | 183          | 5,39         |
| Votes nuls               | Votes nuls               | Votes nuls               | Votes nuls               | 235          | 6,92         |
| Total                    | Total                    | Total                    | Total                    | 3 397        | 100          |
| Abstention               | Abstention               | Abstention               | Abstention               | 8 324        | 71,02        |
| Inscrits / participation | Inscrits / participation | Inscrits / participation | Inscrits / participation | 11 721       | 28,98        |

### Canton des Abymes-2
| Candidats                | Candidats                 | Partis                   | Nuance                   | Premier tour | Premier tour | Second tour | Second tour |
| Candidats                | Candidats                 | Partis                   | Nuance                   | Voix         | %            | Voix        | %           |
| ------------------------ | ------------------------- | ------------------------ | ------------------------ | ------------ | ------------ | ----------- | ----------- |
|                          | Éliane Guiougou           | FGPS                     | DVG                      | 2 765        | 55,21        | 3 447       | 57,90       |
|                          | Fabert Michely            | FGPS                     | DVG                      | 2 765        | 55,21        | 3 447       | 57,90       |
|                          | Siméone Boucard-Bousardo  | GUSR                     | DIV                      | 1 213        | 24,22        | 2 506       | 42,10       |
|                          | Francillonne Jacoby-Koaly | GUSR                     | DIV                      | 1 213        | 24,22        | 2 506       | 42,10       |
|                          | Sarah Cabarrus-Déroche    | DVD                      | DVC                      | 1 030        | 20,57        |             |             |
|                          | Curtis Claudéon-Magné     | DVD                      | DVC                      | 1 030        | 20,57        |             |             |
|                          |                           |                          |                          |              |              |             |             |
| Suffrages exprimés       | Suffrages exprimés        | Suffrages exprimés       | Suffrages exprimés       | 5 008        | 87,88        | 5 953       | 88,09       |
| Votes blancs             | Votes blancs              | Votes blancs             | Votes blancs             | 274          | 4,81         | 265         | 3,92        |
| Votes nuls               | Votes nuls                | Votes nuls               | Votes nuls               | 417          | 7,32         | 540         | 7,99        |
| Total                    | Total                     | Total                    | Total                    | 5 699        | 100          | 6 758       | 100         |
| Abstention               | Abstention                | Abstention               | Abstention               | 13 152       | 69,77        | 12 094      | 64,15       |
| Inscrits / participation | Inscrits / participation  | Inscrits / participation | Inscrits / participation | 18 851       | 30,23        | 18 852      | 35,85       |

### Canton des Abymes-3
| Candidats                | Candidats                | Partis                   | Nuance                   | Premier tour | Premier tour | Second tour | Second tour |
| Candidats                | Candidats                | Partis                   | Nuance                   | Voix         | %            | Voix        | %           |
| ------------------------ | ------------------------ | ------------------------ | ------------------------ | ------------ | ------------ | ----------- | ----------- |
|                          | Josette Borel-Lincertin  | FGPS                     | UG                       | 1 023        | 36,86        | 1 512       | 44,46       |
|                          | William Surdin           | FGPS                     | UG                       | 1 023        | 36,86        | 1 512       | 44,46       |
|                          | Marylène Adhel           | GUSR                     | DIV                      | 959          | 34,56        | 1 889       | 55,54       |
|                          | Louis Galantine          | GUSR                     | DIV                      | 959          | 34,56        | 1 889       | 55,54       |
|                          | Hélène Gaydu             | GUSR                     | DIV                      | 298          | 10,74        |             |             |
|                          | Éric Négrit              | GUSR                     | DIV                      | 298          | 10,74        |             |             |
|                          | Thierry Bagea            | GUSR                     | DVC                      | 235          | 8,47         |             |             |
|                          | Francette Maes-Petit     | GUSR                     | DVC                      | 235          | 8,47         |             |             |
|                          | Germaine Marcin-Chicot   | DVG                      | REG                      | 194          | 6,99         |             |             |
|                          | Rudy Manin               | DVG                      | REG                      | 194          | 6,99         |             |             |
|                          | Robert Cambrone          | DVD                      | DIV                      | 66           | 2,38         |             |             |
|                          | Treïcia Godard           | DVD                      | DIV                      | 66           | 2,38         |             |             |
|                          |                          |                          |                          |              |              |             |             |
| Suffrages exprimés       | Suffrages exprimés       | Suffrages exprimés       | Suffrages exprimés       | 2 775        | 86,37        | 3 401       | 89,03       |
| Votes blancs             | Votes blancs             | Votes blancs             | Votes blancs             | 208          | 6,47         | 150         | 3,93        |
| Votes nuls               | Votes nuls               | Votes nuls               | Votes nuls               | 230          | 7,16         | 269         | 7,04        |
| Total                    | Total                    | Total                    | Total                    | 3 213        | 100          | 3 820       | 100         |
| Abstention               | Abstention               | Abstention               | Abstention               | 8 815        | 73,29        | 8 206       | 68,24       |
| Inscrits / participation | Inscrits / participation | Inscrits / participation | Inscrits / participation | 12 028       | 26,71        | 12 026      | 31,76       |

### Canton de Baie-Mahault-1
| Candidats                | Candidats                | Partis                   | Nuance                   | Premier tour | Premier tour |
| Candidats                | Candidats                | Partis                   | Nuance                   | Voix         | %            |
| ------------------------ | ------------------------ | ------------------------ | ------------------------ | ------------ | ------------ |
|                          | Michel Mado              | GUSR                     | DVG                      | 2 894        | 76,93        |
|                          | Hélène Molia-Polifonte   | GUSR                     | DVG                      | 2 894        | 76,93        |
|                          | Gilette Bénoni           | FGPS                     | DVG                      | 868          | 23,07        |
|                          | Joseph Lee               | FGPS                     | DVG                      | 868          | 23,07        |
|                          |                          |                          |                          |              |              |
| Suffrages exprimés       | Suffrages exprimés       | Suffrages exprimés       | Suffrages exprimés       | 3 762        | 89,19        |
| Votes blancs             | Votes blancs             | Votes blancs             | Votes blancs             | 196          | 4,65         |
| Votes nuls               | Votes nuls               | Votes nuls               | Votes nuls               | 260          | 6,16         |
| Total                    | Total                    | Total                    | Total                    | 4 218        | 100          |
| Abstention               | Abstention               | Abstention               | Abstention               | 10 117       | 70,58        |
| Inscrits / participation | Inscrits / participation | Inscrits / participation | Inscrits / participation | 14 335       | 29,42        |

### Canton de Baie-Mahault-2
| Candidats                | Candidats                | Partis                   | Nuance                   | Premier tour | Premier tour |
| Candidats                | Candidats                | Partis                   | Nuance                   | Voix         | %            |
| ------------------------ | ------------------------ | ------------------------ | ------------------------ | ------------ | ------------ |
|                          | Guy Losbar               | GUSR                     | DVC                      | 2 923        | 69,89        |
|                          | Sabrina Roger            | GUSR                     | DVC                      | 2 923        | 69,89        |
|                          | Pascal Delver            | DVD                      | DIV                      | 818          | 19,56        |
|                          | Ingrid Manne             | DVD                      | DIV                      | 818          | 19,56        |
|                          | Amadou Clémence          | PPDG                     | UGE                      | 441          | 10,55        |
|                          | Wendy Kittaviny          | CÉLV                     | UGE                      | 441          | 10,55        |
|                          |                          |                          |                          |              |              |
| Suffrages exprimés       | Suffrages exprimés       | Suffrages exprimés       | Suffrages exprimés       | 4 182        | 86,14        |
| Votes blancs             | Votes blancs             | Votes blancs             | Votes blancs             | 371          | 7,64         |
| Votes nuls               | Votes nuls               | Votes nuls               | Votes nuls               | 302          | 6,22         |
| Total                    | Total                    | Total                    | Total                    | 4 855        | 100          |
| Abstention               | Abstention               | Abstention               | Abstention               | 12 291       | 71,68        |
| Inscrits / participation | Inscrits / participation | Inscrits / participation | Inscrits / participation | 17 146       | 28,32        |

### Canton de Basse-Terre
| Candidats                | Candidats                | Partis                   | Nuance                   | Premier tour | Premier tour | Second tour | Second tour |
| Candidats                | Candidats                | Partis                   | Nuance                   | Voix         | %            | Voix        | %           |
| ------------------------ | ------------------------ | ------------------------ | ------------------------ | ------------ | ------------ | ----------- | ----------- |
|                          | Élie Califer             | FGPS                     | DVG                      | 3 703        | 75,99        | 4 130       | 73,28       |
|                          | Brigitte Rodes           | FGPS                     | DVG                      | 3 703        | 75,99        | 4 130       | 73,28       |
|                          | Thierry Panol            | DVD                      | UD                       | 1 170        | 24,01        | 1 506       | 26,72       |
|                          | Hélène René              | LR                       | UD                       | 1 170        | 24,01        | 1 506       | 26,72       |
|                          |                          |                          |                          |              |              |             |             |
| Suffrages exprimés       | Suffrages exprimés       | Suffrages exprimés       | Suffrages exprimés       | 4 873        | 90,19        | 5 636       | 90,86       |
| Votes blancs             | Votes blancs             | Votes blancs             | Votes blancs             | 237          | 4,39         | 228         | 3,68        |
| Votes nuls               | Votes nuls               | Votes nuls               | Votes nuls               | 293          | 5,42         | 339         | 5,47        |
| Total                    | Total                    | Total                    | Total                    | 5 403        | 100          | 6 203       | 100         |
| Abstention               | Abstention               | Abstention               | Abstention               | 11 865       | 68,71        | 11 076      | 64,10       |
| Inscrits / participation | Inscrits / participation | Inscrits / participation | Inscrits / participation | 17 268       | 31,29        | 17 279      | 35,90       |

### Canton de Capesterre-Belle-Eau
| Candidats                | Candidats                   | Partis                   | Nuance                   | Premier tour | Premier tour | Second tour | Second tour |
| Candidats                | Candidats                   | Partis                   | Nuance                   | Voix         | %            | Voix        | %           |
| ------------------------ | --------------------------- | ------------------------ | ------------------------ | ------------ | ------------ | ----------- | ----------- |
|                          | Jean-Philippe Courtois      | GUSR                     | DVC                      | 2 940        | 59,20        | 4 491       | 79,88       |
|                          | Danielle Minatchy           | GUSR                     | DVC                      | 2 940        | 59,20        | 4 491       | 79,88       |
|                          | Nicole Padou                | FGPS                     | DVG                      | 613          | 12,34        | 1 131       | 20,12       |
|                          | Hugues Dit Philippe Ramdini | FGPS                     | DVG                      | 613          | 12,34        | 1 131       | 20,12       |
|                          | Nita Cérol                  | DVD                      | DVD                      | 455          | 9,16         |             |             |
|                          | Daniel Corvis               | DVD                      | DVD                      | 455          | 9,16         |             |             |
|                          | Maggy Dorville              | CO                       | EXG                      | 400          | 8,05         |             |             |
|                          | Jean-Marie Nomertin         | CO                       | EXG                      | 400          | 8,05         |             |             |
|                          | Béatrice Hatilip            | DVD                      | DVD                      | 345          | 6,95         |             |             |
|                          | Didier Silo                 | DVD                      | DVD                      | 345          | 6,95         |             |             |
|                          | Sophie Darcy                | PCG                      | DVG                      | 213          | 4,29         |             |             |
|                          | Camille Édouard             | PCG                      | DVG                      | 213          | 4,29         |             |             |
|                          |                             |                          |                          |              |              |             |             |
| Suffrages exprimés       | Suffrages exprimés          | Suffrages exprimés       | Suffrages exprimés       | 4 966        | 93,68        | 5 622       | 91,76       |
| Votes blancs             | Votes blancs                | Votes blancs             | Votes blancs             | 95           | 1,79         | 154         | 2,51        |
| Votes nuls               | Votes nuls                  | Votes nuls               | Votes nuls               | 240          | 4,53         | 351         | 5,73        |
| Total                    | Total                       | Total                    | Total                    | 5 301        | 100          | 6 127       | 100         |
| Abstention               | Abstention                  | Abstention               | Abstention               | 10 276       | 65,97        | 9 459       | 60,69       |
| Inscrits / participation | Inscrits / participation    | Inscrits / participation | Inscrits / participation | 15 577       | 34,03        | 15 586      | 39,31       |

### Canton du Gosier
| Candidats                | Candidats                | Partis                   | Nuance                   | Premier tour | Premier tour | Second tour | Second tour |
| Candidats                | Candidats                | Partis                   | Nuance                   | Voix         | %            | Voix        | %           |
| ------------------------ | ------------------------ | ------------------------ | ------------------------ | ------------ | ------------ | ----------- | ----------- |
|                          | Cyndia Bordelais         | GUSR                     | DIV                      | 1 110        | 32,49        | 2 348       | 51,98       |
|                          | Jean-Claude Christophe   | GUSR                     | DIV                      | 1 110        | 32,49        | 2 348       | 51,98       |
|                          | Catherine Joab           | DVG                      | DVG                      | 1 075        | 31,47        | 2 169       | 48,02       |
|                          | Patrice Pierre-Justin    | DVG                      | DVG                      | 1 075        | 31,47        | 2 169       | 48,02       |
|                          | Patrick Gob              | DVD                      | DVC                      | 680          | 19,91        |             |             |
|                          | Jocelyne Virolan         | DVD                      | DVC                      | 680          | 19,91        |             |             |
|                          | Lore Barbin              | DVD                      | DIV                      | 551          | 16,13        |             |             |
|                          | Emmery Beauperthuy       | DVD                      | DIV                      | 551          | 16,13        |             |             |
|                          |                          |                          |                          |              |              |             |             |
| Suffrages exprimés       | Suffrages exprimés       | Suffrages exprimés       | Suffrages exprimés       | 3 416        | 84,95        | 4 517       | 85,34       |
| Votes blancs             | Votes blancs             | Votes blancs             | Votes blancs             | 299          | 7,44         | 322         | 6,08        |
| Votes nuls               | Votes nuls               | Votes nuls               | Votes nuls               | 306          | 7,61         | 454         | 8,58        |
| Total                    | Total                    | Total                    | Total                    | 4 021        | 100          | 5 293       | 100         |
| Abstention               | Abstention               | Abstention               | Abstention               | 14 442       | 78,22        | 13 173      | 71,34       |
| Inscrits / participation | Inscrits / participation | Inscrits / participation | Inscrits / participation | 18 463       | 21,78        | 18 466      | 28,66       |

### Canton de Lamentin
| Candidats                | Candidats                | Partis                   | Nuance                   | Premier tour | Premier tour | Second tour | Second tour |
| Candidats                | Candidats                | Partis                   | Nuance                   | Voix         | %            | Voix        | %           |
| ------------------------ | ------------------------ | ------------------------ | ------------------------ | ------------ | ------------ | ----------- | ----------- |
|                          | Clara Rigah              | FGPS                     | SOC                      | 2 232        | 56,18        | 2 752       | 61,91       |
|                          | Jocelyn Sapotille        | FGPS                     | SOC                      | 2 232        | 56,18        | 2 752       | 61,91       |
|                          | José Toribio             | PSG                      | DVG                      | 1 208        | 30,41        | 1 693       | 38,09       |
|                          | Kelly Vercautrin         | DVG                      | DVG                      | 1 208        | 30,41        | 1 693       | 38,09       |
|                          | Reinette Juliard         | DVD                      | DVD                      | 533          | 13,42        |             |             |
|                          | Patrice Nanette          | DVD                      | DVD                      | 533          | 13,42        |             |             |
|                          |                          |                          |                          |              |              |             |             |
| Suffrages exprimés       | Suffrages exprimés       | Suffrages exprimés       | Suffrages exprimés       | 3 973        | 91,65        | 4 445       | 90,35       |
| Votes blancs             | Votes blancs             | Votes blancs             | Votes blancs             | 164          | 3,78         | 155         | 3,15        |
| Votes nuls               | Votes nuls               | Votes nuls               | Votes nuls               | 198          | 4,57         | 320         | 6,50        |
| Total                    | Total                    | Total                    | Total                    | 4 335        | 100          | 4 920       | 100         |
| Abstention               | Abstention               | Abstention               | Abstention               | 8 416        | 66,00        | 7 829       | 61,41       |
| Inscrits / participation | Inscrits / participation | Inscrits / participation | Inscrits / participation | 12 751       | 34,00        | 12 749      | 38,59       |

### Canton de Marie-Galante
| Candidats                | Candidats                | Partis                   | Nuance                   | Premier tour | Premier tour | Second tour | Second tour |
| Candidats                | Candidats                | Partis                   | Nuance                   | Voix         | %            | Voix        | %           |
| ------------------------ | ------------------------ | ------------------------ | ------------------------ | ------------ | ------------ | ----------- | ----------- |
|                          | Maryse Etzol             | GUSR                     | DVG                      | 1 864        | 47,00        | 2 628       | 51,60       |
|                          | Jean-Claude Maes         | GUSR                     | DVG                      | 1 864        | 47,00        | 2 628       | 51,60       |
|                          | Betty Besry              | DVG                      | DIV                      | 1 585        | 39,96        | 2 465       | 48,40       |
|                          | François Navis           | DVG                      | DIV                      | 1 585        | 39,96        | 2 465       | 48,40       |
|                          | Guy Accipé               | DVG                      | DIV                      | 517          | 13,04        |             |             |
|                          | Josiane Ouikède          | DVG                      | DIV                      | 517          | 13,04        |             |             |
|                          |                          |                          |                          |              |              |             |             |
| Suffrages exprimés       | Suffrages exprimés       | Suffrages exprimés       | Suffrages exprimés       | 3 966        | 93,85        | 5 093       | 94,26       |
| Votes blancs             | Votes blancs             | Votes blancs             | Votes blancs             | 64           | 1,51         | 68          | 1,26        |
| Votes nuls               | Votes nuls               | Votes nuls               | Votes nuls               | 196          | 4,64         | 242         | 4,48        |
| Total                    | Total                    | Total                    | Total                    | 4 226        | 100          | 5 403       | 100         |
| Abstention               | Abstention               | Abstention               | Abstention               | 6 615        | 61,02        | 5 412       | 50,04       |
| Inscrits / participation | Inscrits / participation | Inscrits / participation | Inscrits / participation | 10 841       | 38,98        | 10 815      | 49,96       |

### Canton du Moule
| Candidats                | Candidats                | Partis                   | Nuance                   | Premier tour | Premier tour | Second tour | Second tour |
| Candidats                | Candidats                | Partis                   | Nuance                   | Voix         | %            | Voix        | %           |
| ------------------------ | ------------------------ | ------------------------ | ------------------------ | ------------ | ------------ | ----------- | ----------- |
|                          | Daniel Dulac             | FGPS                     | DVG                      | 2 863        | 59,47        | 3 576       | 61,18       |
|                          | Gabrielle Louis-Carabin  | DVG                      | DVG                      | 2 863        | 59,47        | 3 576       | 61,18       |
|                          | Olivier Ramaye           | GUSR                     | DVG                      | 1 951        | 40,53        | 2 269       | 38,82       |
|                          | Yvane Rhinan             | GUSR                     | DVG                      | 1 951        | 40,53        | 2 269       | 38,82       |
|                          |                          |                          |                          |              |              |             |             |
| Suffrages exprimés       | Suffrages exprimés       | Suffrages exprimés       | Suffrages exprimés       | 4 814        | 89,58        | 5 845       | 91,41       |
| Votes blancs             | Votes blancs             | Votes blancs             | Votes blancs             | 166          | 3,09         | 163         | 2,55        |
| Votes nuls               | Votes nuls               | Votes nuls               | Votes nuls               | 394          | 7,33         | 386         | 6,04        |
| Total                    | Total                    | Total                    | Total                    | 5 374        | 100          | 6 394       | 100         |
| Abstention               | Abstention               | Abstention               | Abstention               | 12 864       | 70,53        | 11 844      | 64,94       |
| Inscrits / participation | Inscrits / participation | Inscrits / participation | Inscrits / participation | 18 238       | 29,47        | 18 238      | 35,06       |

### Canton de Morne-à-l'Eau
| Candidats                | Candidats                    | Partis                   | Nuance                   | Premier tour | Premier tour | Second tour | Second tour |
| Candidats                | Candidats                    | Partis                   | Nuance                   | Voix         | %            | Voix        | %           |
| ------------------------ | ---------------------------- | ------------------------ | ------------------------ | ------------ | ------------ | ----------- | ----------- |
|                          | Jean Dartron                 | GUSR                     | DVC                      | 1 763        | 45,60        | 3 000       | 63,91       |
|                          | Nadia Negrit                 | GUSR                     | DVC                      | 1 763        | 45,60        | 3 000       | 63,91       |
|                          | Victoire Jasmin              | FGPS                     | SOC                      | 959          | 24,81        | 1 694       | 36,09       |
|                          | Ketty Labuthie               | LFI                      | SOC                      | 959          | 24,81        | 1 694       | 36,09       |
|                          | Georges Hermin               | FGPS                     | UCG                      | 757          | 19,58        |             |             |
|                          | Michelle Makaia-Zénon        | DVD                      | UCG                      | 757          | 19,58        |             |             |
|                          | Sarah Malézieu               | DVG                      | DVG                      | 197          | 5,10         |             |             |
|                          | Patrice Resdedant            | DVG                      | DVG                      | 197          | 5,10         |             |             |
|                          | Manuel Méri                  | GUSR                     | DVG                      | 190          | 4,91         |             |             |
|                          | Marie-Chantale Saint-Sauveur | GUSR                     | DVG                      | 190          | 4,91         |             |             |
|                          |                              |                          |                          |              |              |             |             |
| Suffrages exprimés       | Suffrages exprimés           | Suffrages exprimés       | Suffrages exprimés       | 3 866        | 91,46        | 4 694       | 90,85       |
| Votes blancs             | Votes blancs                 | Votes blancs             | Votes blancs             | 141          | 3,34         | 154         | 2,98        |
| Votes nuls               | Votes nuls                   | Votes nuls               | Votes nuls               | 220          | 5,20         | 319         | 6,17        |
| Total                    | Total                        | Total                    | Total                    | 4 227        | 100          | 5 167       | 100         |
| Abstention               | Abstention                   | Abstention               | Abstention               | 9 320        | 68,80        | 8 375       | 61,84       |
| Inscrits / participation | Inscrits / participation     | Inscrits / participation | Inscrits / participation | 13 547       | 31,20        | 13 542      | 38,16       |

### Canton de Petit-Bourg
| Candidats                | Candidats                | Partis                   | Nuance                   | Premier tour | Premier tour | Second tour | Second tour |
| Candidats                | Candidats                | Partis                   | Nuance                   | Voix         | %            | Voix        | %           |
| ------------------------ | ------------------------ | ------------------------ | ------------------------ | ------------ | ------------ | ----------- | ----------- |
|                          | Ferdy Louisy             | GUSR                     | UCG                      | 2 233        | 63,26        | 2 642       | 67,36       |
|                          | Jocelyne Unimon          | GUSR                     | UCG                      | 2 233        | 63,26        | 2 642       | 67,36       |
|                          | Maryse Citronnelle       | GUSR                     | DIV                      | 1 100        | 31,16        | 1 280       | 32,64       |
|                          | Martial Taillepierre     | GUSR                     | DIV                      | 1 100        | 31,16        | 1 280       | 32,64       |
|                          | David Amiens-Verge-Dépré | RN                       | UXD                      | 197          | 5,58         |             |             |
|                          | Patricia Pierre-Louis    | RN                       | UXD                      | 197          | 5,58         |             |             |
|                          |                          |                          |                          |              |              |             |             |
| Suffrages exprimés       | Suffrages exprimés       | Suffrages exprimés       | Suffrages exprimés       | 3 530        | 85,93        | 3 922       | 88,23       |
| Votes blancs             | Votes blancs             | Votes blancs             | Votes blancs             | 286          | 6,96         | 198         | 4,45        |
| Votes nuls               | Votes nuls               | Votes nuls               | Votes nuls               | 292          | 7,11         | 325         | 7,31        |
| Total                    | Total                    | Total                    | Total                    | 4 108        | 100          | 4 445       | 100         |
| Abstention               | Abstention               | Abstention               | Abstention               | 10 208       | 71,30        | 9 875       | 68,96       |
| Inscrits / participation | Inscrits / participation | Inscrits / participation | Inscrits / participation | 14 316       | 28,70        | 14 320      | 31,04       |

### Canton de Petit-Canal
| Candidats                | Candidats                | Partis                   | Nuance                   | Premier tour | Premier tour | Second tour | Second tour |
| Candidats                | Candidats                | Partis                   | Nuance                   | Voix         | %            | Voix        | %           |
| ------------------------ | ------------------------ | ------------------------ | ------------------------ | ------------ | ------------ | ----------- | ----------- |
|                          | Blaise Mornal            | FGPS                     | DVG                      | 3 479        | 66,62        | 4 581       | 69,13       |
|                          | Martine Potor-Didier     | DVD                      | DVG                      | 3 479        | 66,62        | 4 581       | 69,13       |
|                          | Victor Arthein           | PCG                      | UG                       | 1 743        | 33,38        | 2 046       | 30,87       |
|                          | Axelle Kaulanjan         | DVG                      | UG                       | 1 743        | 33,38        | 2 046       | 30,87       |
|                          |                          |                          |                          |              |              |             |             |
| Suffrages exprimés       | Suffrages exprimés       | Suffrages exprimés       | Suffrages exprimés       | 5 222        | 92,03        | 6 627       | 93,02       |
| Votes blancs             | Votes blancs             | Votes blancs             | Votes blancs             | 145          | 2,56         | 146         | 2,05        |
| Votes nuls               | Votes nuls               | Votes nuls               | Votes nuls               | 307          | 5,41         | 351         | 4,93        |
| Total                    | Total                    | Total                    | Total                    | 5 674        | 100          | 7 124       | 100         |
| Abstention               | Abstention               | Abstention               | Abstention               | 11 011       | 65,99        | 9 568       | 57,32       |
| Inscrits / participation | Inscrits / participation | Inscrits / participation | Inscrits / participation | 16 685       | 34,01        | 16 692      | 42,68       |

### Canton de Pointe-à-Pitre
| Candidats                | Candidats                  | Partis                   | Nuance                   | Premier tour | Premier tour | Second tour | Second tour |
| Candidats                | Candidats                  | Partis                   | Nuance                   | Voix         | %            | Voix        | %           |
| ------------------------ | -------------------------- | ------------------------ | ------------------------ | ------------ | ------------ | ----------- | ----------- |
|                          | Henry Angélique            | GUSR                     | UGE                      | 1 179        | 35,99        | 2 032       | 56,21       |
|                          | Tania Galvani              | GUSR                     | UGE                      | 1 179        | 35,99        | 2 032       | 56,21       |
|                          | Sandra Enjaric             | PPDG                     | UG                       | 845          | 25,79        | 1 583       | 43,79       |
|                          | Mehdi Kéita-Germain        | DVG                      | UG                       | 845          | 25,79        | 1 583       | 43,79       |
|                          | Cécile Boucaud             | DVG                      | DIV                      | 739          | 22,56        |             |             |
|                          | Yann Nanette               | DVG                      | DIV                      | 739          | 22,56        |             |             |
|                          | Loïc Martol                | DVD                      | DVG                      | 513          | 15,66        |             |             |
|                          | Valérie Ranély-Vergé-Dépré | DVD                      | DVG                      | 513          | 15,66        |             |             |
|                          |                            |                          |                          |              |              |             |             |
| Suffrages exprimés       | Suffrages exprimés         | Suffrages exprimés       | Suffrages exprimés       | 3 276        | 91,82        | 3 615       | 90,58       |
| Votes blancs             | Votes blancs               | Votes blancs             | Votes blancs             | 146          | 4,09         | 165         | 4,13        |
| Votes nuls               | Votes nuls                 | Votes nuls               | Votes nuls               | 146          | 4,09         | 211         | 5,29        |
| Total                    | Total                      | Total                    | Total                    | 3 568        | 100          | 3 991       | 100         |
| Abstention               | Abstention                 | Abstention               | Abstention               | 7 938        | 68,99        | 7 509       | 65,30       |
| Inscrits / participation | Inscrits / participation   | Inscrits / participation | Inscrits / participation | 11 506       | 31,01        | 11 500      | 34,70       |

### Canton de Saint-François
| Candidats                | Candidats                | Partis                   | Nuance                   | Premier tour | Premier tour | Second tour | Second tour |
| Candidats                | Candidats                | Partis                   | Nuance                   | Voix         | %            | Voix        | %           |
| ------------------------ | ------------------------ | ------------------------ | ------------------------ | ------------ | ------------ | ----------- | ----------- |
|                          | Jean-Luc Périan          | GUSR                     | DVG                      | 1 707        | 43,31        | 2 794       | 53,86       |
|                          | Sabrina Robin            | GUSR                     | DVG                      | 1 707        | 43,31        | 2 794       | 53,86       |
|                          | Teddy Mary               | FGPS                     | DVG                      | 1 687        | 42,81        | 2 394       | 46,14       |
|                          | Sophie Péromal-Sylvanise | PPDG                     | DVG                      | 1 687        | 42,81        | 2 394       | 46,14       |
|                          | Christiane Delannay      | DLF                      | DIV                      | 371          | 9,41         |             |             |
|                          | Lucien Parshad           | DLF                      | DIV                      | 371          | 9,41         |             |             |
|                          | Marie-France Bahadour    | RN                       | RN                       | 176          | 4,47         |             |             |
|                          | Jean Montout             | RN                       | RN                       | 176          | 4,47         |             |             |
|                          |                          |                          |                          |              |              |             |             |
| Suffrages exprimés       | Suffrages exprimés       | Suffrages exprimés       | Suffrages exprimés       | 3 941        | 88,92        | 5 188       | 91,81       |
| Votes blancs             | Votes blancs             | Votes blancs             | Votes blancs             | 226          | 5,10         | 201         | 3,56        |
| Votes nuls               | Votes nuls               | Votes nuls               | Votes nuls               | 265          | 5,98         | 262         | 4,64        |
| Total                    | Total                    | Total                    | Total                    | 4 432        | 100          | 5 651       | 100         |
| Abstention               | Abstention               | Abstention               | Abstention               | 11 297       | 71,82        | 10 075      | 64,07       |
| Inscrits / participation | Inscrits / participation | Inscrits / participation | Inscrits / participation | 15 729       | 28,18        | 15 726      | 35,93       |

### Canton de Sainte-Anne
| Candidats                | Candidats                 | Partis                   | Nuance                   | Premier tour | Premier tour | Second tour | Second tour |
| Candidats                | Candidats                 | Partis                   | Nuance                   | Voix         | %            | Voix        | %           |
| ------------------------ | ------------------------- | ------------------------ | ------------------------ | ------------ | ------------ | ----------- | ----------- |
|                          | Christian Baptiste        | PPDG                     | DVG                      | 2 117        | 52,70        | 3 258       | 66,75       |
|                          | Lydia Faro-Couriol        | PPDG                     | DVG                      | 2 117        | 52,70        | 3 258       | 66,75       |
|                          | Patrick Galas             | GUSR                     | DVC                      | 692          | 17,23        | 1 623       | 33,25       |
|                          | Sylvie Mathurin-Vanoukia  | GUSR                     | DVC                      | 692          | 17,23        | 1 623       | 33,25       |
|                          | Jean-Jacob Bicep          | APLG                     | UGE                      | 264          | 6,57         |             |             |
|                          | Ketty Lombion-Couriol     | APLG                     | UGE                      | 264          | 6,57         |             |             |
|                          | Jocelyne Boucaud          | DVD                      | DIV                      | 261          | 6,50         |             |             |
|                          | Sébastien Gauthier        | DVD                      | DIV                      | 261          | 6,50         |             |             |
|                          | Alain Cuirassier          | DVG                      | DIV                      | 198          | 4,93         |             |             |
|                          | Sylvia Riga-Jean-Philippe | DVD                      | DIV                      | 198          | 4,93         |             |             |
|                          | Marjorie Guyon            | DVD                      | DIV                      | 176          | 4,38         |             |             |
|                          | Jean-Philippe Kacy        | DVD                      | DIV                      | 176          | 4,38         |             |             |
|                          | Léon-Alain Chéral         | LR                       | UD                       | 176          | 4,38         |             |             |
|                          | Marie-Jeanne Quinol       | UDI                      | UD                       | 176          | 4,38         |             |             |
|                          | Davina Boateng            | FGPS                     | UG                       | 133          | 3,31         |             |             |
|                          | Max Laurent               | FGPS                     | UG                       | 133          | 3,31         |             |             |
|                          |                           |                          |                          |              |              |             |             |
| Suffrages exprimés       | Suffrages exprimés        | Suffrages exprimés       | Suffrages exprimés       | 4 017        | 88,21        | 4 881       | 88,10       |
| Votes blancs             | Votes blancs              | Votes blancs             | Votes blancs             | 203          | 4,46         | 197         | 3,56        |
| Votes nuls               | Votes nuls                | Votes nuls               | Votes nuls               | 334          | 7,33         | 462         | 8,34        |
| Total                    | Total                     | Total                    | Total                    | 4 554        | 100          | 5 540       | 100         |
| Abstention               | Abstention                | Abstention               | Abstention               | 11 401       | 71,46        | 10 415      | 65,28       |
| Inscrits / participation | Inscrits / participation  | Inscrits / participation | Inscrits / participation | 15 955       | 28,54        | 15 955      | 34,72       |

### Canton de Sainte-Rose-1
| Candidats                | Candidats                        | Partis                   | Nuance                   | Premier tour | Premier tour | Second tour | Second tour |
| Candidats                | Candidats                        | Partis                   | Nuance                   | Voix         | %            | Voix        | %           |
| ------------------------ | -------------------------------- | ------------------------ | ------------------------ | ------------ | ------------ | ----------- | ----------- |
|                          | Nicole de la Reberdière-Ramillon | GUSR                     | DVC                      | 2 390        | 54,01        | 3 716       | 65,36       |
|                          | Fred Goubin                      | GUSR                     | DVC                      | 2 390        | 54,01        | 3 716       | 65,36       |
|                          | Alphonse Guillaume               | DVG                      | UG                       | 1 116        | 25,22        | 1 969       | 34,64       |
|                          | Christine Rachon-Mazamba         | DVG                      | UG                       | 1 116        | 25,22        | 1 969       | 34,64       |
|                          | Jules Kamoise                    | DVD                      | DIV                      | 477          | 10,78        |             |             |
|                          | Christine Serber-Tabary          | DVD                      | DIV                      | 477          | 10,78        |             |             |
|                          | Marie-Laure Aigle                | DVG                      | DVG                      | 442          | 9,99         |             |             |
|                          | Grégory Cabrion                  | MoDem                    | DVG                      | 442          | 9,99         |             |             |
|                          |                                  |                          |                          |              |              |             |             |
| Suffrages exprimés       | Suffrages exprimés               | Suffrages exprimés       | Suffrages exprimés       | 4 425        | 90,62        | 5 685       | 91,46       |
| Votes blancs             | Votes blancs                     | Votes blancs             | Votes blancs             | 209          | 4,28         | 186         | 2,99        |
| Votes nuls               | Votes nuls                       | Votes nuls               | Votes nuls               | 249          | 5,10         | 345         | 5,55        |
| Total                    | Total                            | Total                    | Total                    | 4 883        | 100          | 6 216       | 100         |
| Abstention               | Abstention                       | Abstention               | Abstention               | 10 439       | 68,13        | 9 107       | 59,43       |
| Inscrits / participation | Inscrits / participation         | Inscrits / participation | Inscrits / participation | 15 322       | 31,87        | 15 323      | 40,57       |

### Canton de Sainte-Rose-2
| Candidats                | Candidats                | Partis                   | Nuance                   | Premier tour | Premier tour | Ballotage | Ballotage |
| Candidats                | Candidats                | Partis                   | Nuance                   | Voix         | %            | Voix      | %         |
| ------------------------ | ------------------------ | ------------------------ | ------------------------ | ------------ | ------------ | --------- | --------- |
|                          | Isabelle Jomie-Amireille | GUSR                     | UG                       | 2 746        | 100          | 3 359     | 100       |
|                          | Adrien Baron             | GUSR                     | UG                       | 2 746        | 100          | 3 359     | 100       |
|                          |                          |                          |                          |              |              |           |           |
| Suffrages exprimés       | Suffrages exprimés       | Suffrages exprimés       | Suffrages exprimés       | 2 746        | 84,62        | 3 359     | 88,09     |
| Votes blancs             | Votes blancs             | Votes blancs             | Votes blancs             | 378          | 11,65        | 340       | 8,92      |
| Votes nuls               | Votes nuls               | Votes nuls               | Votes nuls               | 121          | 3,73         | 114       | 2,99      |
| Total                    | Total                    | Total                    | Total                    | 3 245        | 100          | 3 813     | 100       |
| Abstention               | Abstention               | Abstention               | Abstention               | 9 028        | 73,56        | 8 460     | 68,93     |
| Inscrits / participation | Inscrits / participation | Inscrits / participation | Inscrits / participation | 12 273       | 26,44        | 12 273    | 31,07     |

### Canton de Trois-Rivières
| Candidats                | Candidats                | Partis                   | Nuance                   | Premier tour | Premier tour | Second tour | Second tour |
| Candidats                | Candidats                | Partis                   | Nuance                   | Voix         | %            | Voix        | %           |
| ------------------------ | ------------------------ | ------------------------ | ------------------------ | ------------ | ------------ | ----------- | ----------- |
|                          | Jimmy Fausta             | DVD                      | DIV                      | 2 724        | 52,01        | 3 853       | 53,55       |
|                          | Fabienne Thomas          | DVD                      | DIV                      | 2 724        | 52,01        | 3 853       | 53,55       |
|                          | Jacques Anselme          | FGPS                     | DVG                      | 2 513        | 47,99        | 3 342       | 46,45       |
|                          | Nicole Erdan             | FGPS                     | DVG                      | 2 513        | 47,99        | 3 342       | 46,45       |
|                          |                          |                          |                          |              |              |             |             |
| Suffrages exprimés       | Suffrages exprimés       | Suffrages exprimés       | Suffrages exprimés       | 5 237        | 90,78        | 7 195       | 93,06       |
| Votes blancs             | Votes blancs             | Votes blancs             | Votes blancs             | 201          | 3,48         | 177         | 2,29        |
| Votes nuls               | Votes nuls               | Votes nuls               | Votes nuls               | 331          | 5,74         | 357         | 4,62        |
| Total                    | Total                    | Total                    | Total                    | 5 769        | 100          | 7 729       | 100         |
| Abstention               | Abstention               | Abstention               | Abstention               | 11 714       | 67,00        | 9 756       | 55,80       |
| Inscrits / participation | Inscrits / participation | Inscrits / participation | Inscrits / participation | 17 483       | 33,00        | 17 485      | 44,20       |

### Canton de Vieux-Habitants
| Candidats                | Candidats                          | Partis                   | Nuance                   | Premier tour | Premier tour | Second tour | Second tour |
| Candidats                | Candidats                          | Partis                   | Nuance                   | Voix         | %            | Voix        | %           |
| ------------------------ | ---------------------------------- | ------------------------ | ------------------------ | ------------ | ------------ | ----------- | ----------- |
|                          | Jules Otto                         | FGPS                     | SOC                      | 3 304        | 57,74        | 4 362       | 58,41       |
|                          | Marie-Yveline Pontchâteau-Théobald | FGPS                     | SOC                      | 3 304        | 57,74        | 4 362       | 58,41       |
|                          | Thierry Abelli                     | GUSR                     | DVD                      | 2 418        | 42,26        | 3 106       | 41,59       |
|                          | Leslie Géran                       | DVD                      | DVD                      | 2 418        | 42,26        | 3 106       | 41,59       |
|                          |                                    |                          |                          |              |              |             |             |
| Suffrages exprimés       | Suffrages exprimés                 | Suffrages exprimés       | Suffrages exprimés       | 5 722        | 91,36        | 7 468       | 92,53       |
| Votes blancs             | Votes blancs                       | Votes blancs             | Votes blancs             | 189          | 3,02         | 147         | 1,82        |
| Votes nuls               | Votes nuls                         | Votes nuls               | Votes nuls               | 352          | 5,62         | 456         | 5,65        |
| Total                    | Total                              | Total                    | Total                    | 6 263        | 100          | 8 071       | 100         |
| Abstention               | Abstention                         | Abstention               | Abstention               | 10 035       | 61,57        | 8 231       | 50,49       |
| Inscrits / participation | Inscrits / participation           | Inscrits / participation | Inscrits / participation | 16 298       | 38,43        | 16 302      | 49,51       |